# 앨리 시디
앨리 시디(Ally Sheedy, 1962년 6월 13일 ~ )는 미국의 배우이다.

## 출연 작품
- 조찬 클럽 - 앨리슨 레이놀즈 역
- 세인트 엘모의 열정 - 레슬리 역